# Andaman Północny i Środkowy
Andaman Północny i Środkowy (hi: उत्तर और मध्य अण्डमान ज़िला, ang: North and Middle Andaman district) – dystrykt w północnych Andamanach i Nikobarach. Według danych z 2011 roku populacja dystryktu wynosi 105 539 osób.

## Historia
Dystrykt powstał 18 sierpnia 2006 roku, kiedy dystrykt Andamany podzielono na dystrykt Andaman Północny i Środkowy oraz dystrykt Andaman Południowy.

## Podział administracyjny
Dystrykt dzieli się na trzy Taluki:
- Diglipur
- Mayabunder
- Rangat